# Аннино-Гусиновка
Аннино-Гусиновка — деревня в Курчатовском районе Курской области. Входит в Колпаковский сельсовет.

## География
Деревня находится в бассейне Реута, в 51 км к юго-западу от Курска, в 20 км к юго-западу от районного центра — города Курчатов, в 4 км от центра сельсовета — Новосергеевка.
Климат
Аннино-Гусиновка, как и весь район, расположенa в поясе умеренно континентального климата с тёплым летом и относительно тёплой зимой (Dfb в классификации Кёппена).

## Население
| 2002 | 2010 |
| ---- | ---- |
| 75   | ↘52  |

## Инфраструктура
Личное подсобное хозяйство. В деревне 66 домов.

## Транспорт
Аннино-Гусиновка находится в 32,5 км от федеральной автодороги М2 «Крым», в 16 км от автодороги регионального значения 38К-017 (Курск — Льгов — Рыльск — граница с Украиной), в 12,5 км от автодороги 38К-010 (M2 — Иванино), в 5,5 км от автодороги 38К-004 (Дьяконово — Суджа — граница с Украиной), в 1 км от автодороги межмуниципального значения 38Н-086 (38К-004 — Любимовка — Имени Карла Либкнехта), в 4 км от автодороги 38Н-090 (38Н-086 — Колпаково — Иванино), в 16 км от ближайшей ж/д станции Блохино (линия Льгов I — Курск).